# Vesterbro/Kongens Enghave
Vesterbro/Kongens Enghave er en administrativ bydel i København med 62.962 (2016) indbyggere. Bydelens areal er 8,18 km2 og befolkningstætheden er på 6.987 indbyggere pr. km2. Den blev etableret som administrativ bydel pr. 1. januar 2007 ved at bydelene Vesterbro og Kongens Enghave blev samlet til én. De to tidligere bydele har dog stadig hver deres lokaludvalg. Vesterbro/Kongens Enghave rummer ca. ni procent af Københavns Kommunes 659.350 indbyggere  (2024).

## Områder i Vesterbro/Kongens Enghave
Vesterbro/Kongens Enghave består af de funktionelle bydele Vesterbro Og Kongens Enghave
På Vesterbro findes følgende nærområder:
- Rådhuspladsen
- Kødbyen
- Hvide Hest-kvarteret
- Carlsberg Byen
- Humleby

I Kongens Enghave findes følgende nærområder:
- Enghave Brygge
- Havneholmen
- Sluseholmen
- Sydhavnen
- Teglholmen